# کوهستان تریالتی
کوهستان تریالِتی (به گرجی: თრიალეთის ქედი) رشته‌کوهی شرقی - غربی در کوه‌های قفقاز کوچک در بخش مرکزی گرجستان است. لبه شرقی کوهستان تریالتی در امتداد مرز غربی تفلیس امتداد دارد و لبه غربی آن در امتداد رود کُر (رود کوروش) در جنوب غربی برجومی قرار دارد. طول کوهستان تریالتی ۱۴۴ کیلومتر و بیشینه پهنای آن ۳۰ کیلومتر است.
این رشته‌کوه بر اثر فعالیت‌های آتشفشانی در دوره پالئوژن ساخته شده‌است. جریان گدازه‌های جوان آندزیت در قسمت غربی کوهستان دیده می‌شود. بالاترین نقطه این کوهستان کوه شاویکلده (در زبان گرجی به معنی «صخره سیاه») در ارتفاع ۲۸۵۰ متر از سطح دریا قرار دارد. قله‌های دیگر این کوهستان عبارتند از ساکولوسمیا (۲۸۰۳ متر)، آرجوانی (۲۷۵۷ متر)، دالیسوارپیاتاگ (۲۷۰۸ متر)، اُرتاتاوی (۲۵۱۳ متر)، کِنچاکارو (۲٬۳۲۰ متر)، کوادجواری (۲۲۸۰ متر). ارتفاع قله‌های اصلی در این کوهستان بین ۲۳۰۰ تا ۲۸۰۰ متر متغیر است.
دامنه‌های این کوهستان عمدتاً با جنگل‌های برگ‌ریز پوشیده شده شامل بلوط، راش و ممرز. قسمت‌های غربی تریالتی پوشیده از جنگل‌های مخروطی و مخلوط است شامل نَرّاد، کاج، کاج نوئل، راش و بلوط.
محدوده تغییرات دمایی در تریالتی از منفی ۱۶ تا ۴۰ درجه بالای صفر است. در تریالتی چشمه‌های آب‌گرم زیادی وجود دارد.
دهکده‌ای نیز به نام تریالتی در این کوهستان قرار دارد که محل آن بین تسالکا و دمانیسی است.

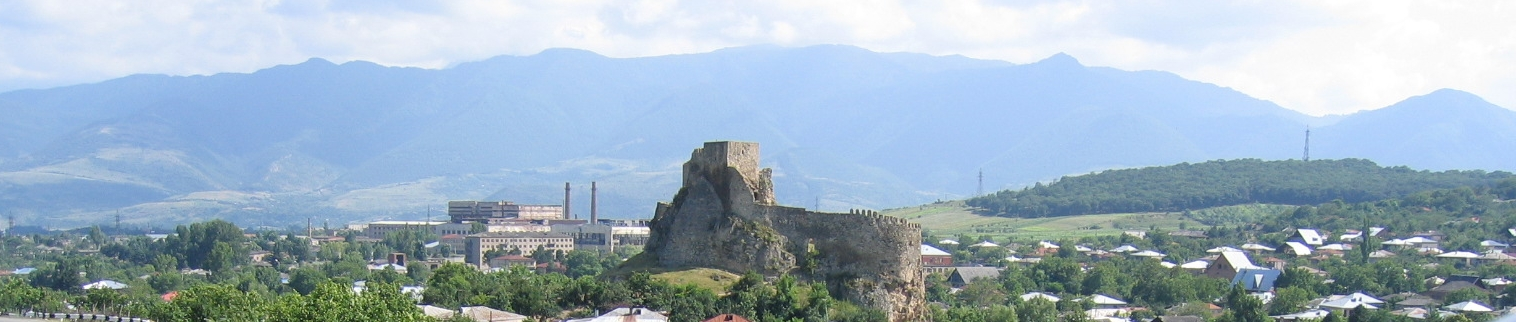
دید کوهستان تریالتی از سورامی.

## تاریخ
کوهستان تریالتی در اوایل عصر برنز در هزاره ۴ پیش از میلاد مسکونی شد. در این کوه‌ها، باستان‌شناسان آثاری از فرهنگ تریالتی یافته‌اند. بعدها، ساکنان این کوه‌ها با مسیرهای تجاری که ایبری قفقاز را به امپراتوری بیزانس و ارمنستان پیوند می‌داد در تماس آمدند.
همان‌طور که از خرابه‌های کاروانسرای قدیمی مشهود است. بازرگانان شهر مَنگَلیس، قدیمی‌ترین شهر گرجستان، را در این کوهستان بنا کردند. در سده‌های ۶ تا ۷ و بعد از آن در سده‌های ۱۰ تا ۱۳ کلیساهای زیادی در این ارتفاعات ساخته شد. در کوه دیدگوری (۱۶۴۷ متر) در قسمت شرقی کوهستان تریالتی، داوید چهارم، پادشاه گرجستان، در دوازدهم اوت ۱۱۲۱ ارتش بسیار قوی‌تر سلجوقی تحت فرمان امیر نجم‌الدین غازی را شکست داد.
محمود بن محمد سلجوق (۵۱۲–۵۲۵/۱۱۱۸–۱۱۳۱) به گرجستان لشکر فرستاد که در آن نجم‌الدین غازی اَرْتُقی، دُبَیس بن صدقه مزیدی (دوربز در وقایعنامه گرجی)، و برادر سلطان طغرل (حاکم ارّان و نخجوان) با اتابک خود کونتوغدی، شرکت داشتند.
این سپاه در ۲ جمادی‌الثانیه ۵۱۵/ ۱۸ اوت ۱۱۲۱ وارد تریالتی و منگلیس شد اما داوید و همراهانش، آن را تارومار کردند. بعد از آن در ۵۱۵، داوید به تفلیس حمله کرد.

## نگارخانه

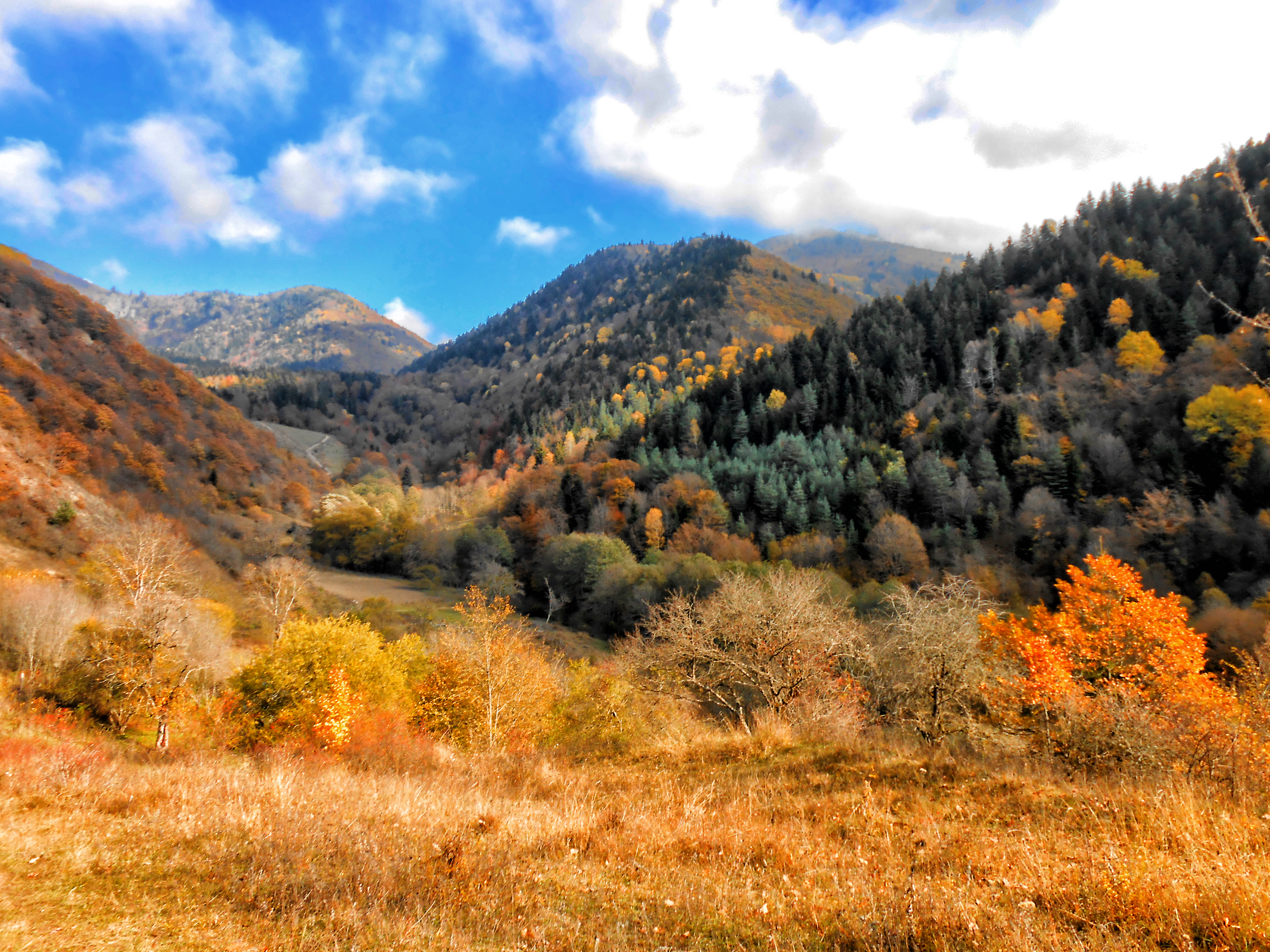
کوهستان تریالتی